# 生駒利豊
生駒 利豊（いこま としとよ）は、安土桃山時代から江戸時代初期の武将。小折城主。生駒家長の四男。生駒家第5代。通称は因幡守。号に露月。

## 来歴
幼い時より豊臣秀次の近くに仕え、小田原征伐に16歳で従軍した。秀次が自刃したのちは豊臣秀吉に仕えた。年代は不明であるが、豊臣姓を下賜されている。
慶長5年（1600年）の関ヶ原の戦いでは、福島正則の陣に属して戦う。慶長6年（1601年）、松平忠吉の家臣となった。慶長12年（1607年）、松平忠吉が夭折すると次に襲封した徳川義直の家臣となった。

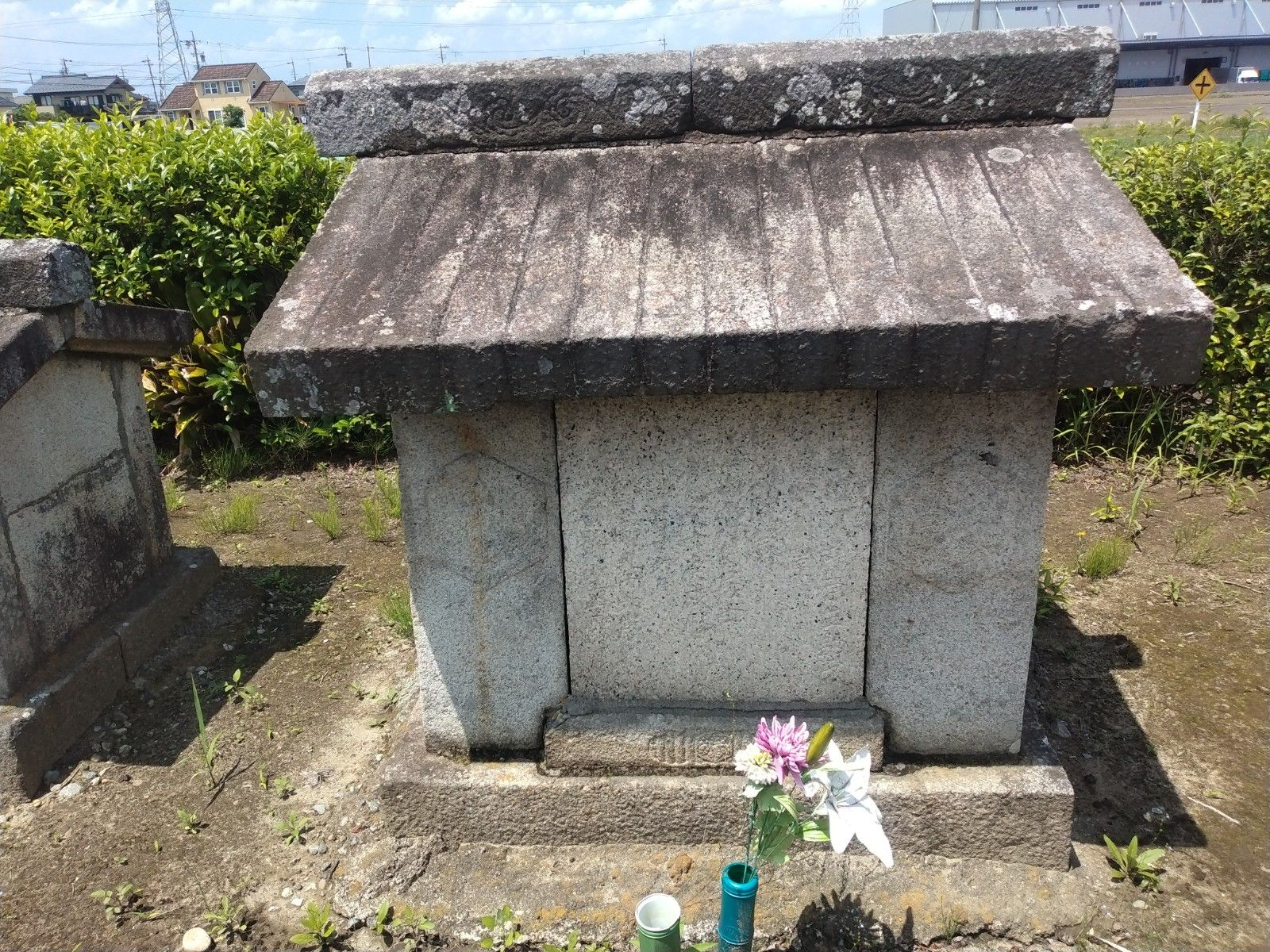
生駒利豊の墓(江南市宝頂山墓地)

寛文10年（1670年）、96歳で没する。墓所は愛知県江南市の宝頂山墓地にあり、珍しい石廟型の墓である。法名は覚海院殿空山露月居士。男子無く断絶、外孫（娘の子）の生駒利勝が家督を継いだ。